# Sami Jauhojärvi
Sami Olavi Jauhojärvi (Ylitornio, 5 de mayo de 1981) es un deportista finlandés que compitió en esquí de fondo. 
Participó en tres Juegos Olímpicos de Invierno, entre los años 2006 y 2014, obteniendo una medalla de oro en Sochi 2014, en la prueba de velocidad por equipo (junto con Iivo Niskanen), y el quinto lugar en Vancouver 2010, en la prueba por relevo.
Ganó tres medallas de bronce en el Campeonato Mundial de Esquí Nórdico entre los años 2009 y 2017.

## Palmarés internacional
| Juegos Olímpicos   | Juegos Olímpicos          | Juegos Olímpicos  | Juegos Olímpicos     |
| Año                | Lugar                     | Medalla           | Prueba               |
| ------------------ | ------------------------- | ----------------- | -------------------- |
| 2014               | Sochi (Rusia)             | Medalla de oro    | Velocidad por equipo |
| Campeonato Mundial |                           |                   |                      |
| Año                | Lugar                     | Medalla           | Prueba               |
| 2009               | Liberec (República Checa) | Medalla de bronce | Relevo 4 × km        |
| 2009               | Liberec (República Checa) | Medalla de bronce | Velocidad por equipo |
| 2017               | Lahti (Finlandia)         | Medalla de bronce | Velocidad por equipo |